# Pro12 2014/15
Die Saison 2014/15 der Pro12 (aus Sponsoringgründen auch Guinness Pro 12 genannt) begann am 5. September 2014. Die reguläre Saison umfasste 22 Spieltage (je eine Vor- und Rückrunde) und dauerte bis zum 17. Mai 2015. Die besten vier Mannschaften spielten in zwei Halbfinals um die Finalteilnahme. Beteiligt waren je vier Teams aus Irland und Wales sowie je zwei Teams aus Italien und Schottland. Titelverteidiger war das irische Team Leinster Rugby.

## Tabelle
M = Letztjähriger Meister
|     | Team                   | Spiele | Siege | Unent. | Ndlg. | Spiel- punkte | Diff. | Bonus- punkte | Tabellen- punkte |
| --- | ---------------------- | ------ | ----- | ------ | ----- | ------------- | ----- | ------------- | ---------------- |
| 01. | Glasgow Warriors       | 22     | 16    | 1      | 5     | 540:360       | + 180 | 9             | 75               |
| 02. | Munster Rugby          | 22     | 15    | 2      | 5     | 581:367       | + 214 | 11            | 75               |
| 03. | Ospreys                | 22     | 16    | 1      | 5     | 546:358       | + 188 | 8             | 74               |
| 04. | Ulster Rugby           | 22     | 14    | 2      | 6     | 524:372       | + 152 | 9             | 69               |
| 05. | Leinster Rugby (M)     | 22     | 11    | 3      | 8     | 483:375       | + 108 | 12            | 62               |
| 06. | Scarlets               | 22     | 11    | 3      | 8     | 452:388       | + 64  | 7             | 57               |
| 07. | Connacht Rugby         | 22     | 10    | 1      | 11    | 447:419       | + 28  | 8             | 50               |
| 08. | Edinburgh Rugby        | 22     | 10    | 1      | 11    | 399:419       | − 20  | 6             | 48               |
| 09. | Newport Gwent Dragons  | 22     | 8     | 0      | 14    | 393:484       | − 91  | 10            | 42               |
| 10. | Cardiff Blues          | 22     | 7     | 1      | 14    | 430:545       | − 115 | 5             | 35               |
| 11. | Benetton Rugby Treviso | 22     | 3     | 1      | 18    | 306:641       | − 335 | 5             | 19               |
| 12. | Zebre                  | 22     | 3     | 0      | 19    | 266:639       | − 373 | 3             | 15               |

Die Punkte werden wie folgt verteilt:
- 4 Punkte bei einem Sieg
- 2 Punkte bei einem Unentschieden
- 0 Punkte bei einer Niederlage (vor möglichen Bonuspunkten)
- 1 Bonuspunkt für vier oder mehr Versuche, unabhängig vom Endstand
- 1 Bonuspunkt bei einer Niederlage mit sieben oder weniger Punkten Unterschied

## Playoffs

### Halbfinale
| 22. Mai 2015 19:45 WESZ | Glasgow Warriors                                                                                             | 16 : 14       | Ulster Rugby                                                       | Scotstoun Stadium, Glasgow Zuschauer: 10.000 Schiedsrichter: George Clancy (Irland) |
| 22. Mai 2015 19:45 WESZ | Versuche: van der Merwe 75. erh. Erhöhungen: Russell (1/1) Straftritte: Russell (2/2) 5., 60. Hogg (1/2) 13. | (6:8) Bericht | Versuche: Henry 18. n.erh. Straftritte: Pienaar (3/3) 1., 55., 66. | Scotstoun Stadium, Glasgow Zuschauer: 10.000 Schiedsrichter: George Clancy (Irland) |

| 23. Mai 2015 14:30 WESZ | Munster Rugby | 21 : 18        | Ospreys | Thomond Park, Limerick Zuschauer: 16.158 Schiedsrichter: Nigel Owens (Wales) |
| 23. Mai 2015 14:30 WESZ | Versuche: Zebo 39. n.erh. Hurley 42. n.erh. Butler 49. n.erh. Erhöhungen: Keatly (0/3) Straftritte: Keatly (2/4) 16., 22. Hanrahan (0/1) | (11:3) Bericht | Versuche: Webb 46. n.erh. Hassler 52. erh. Erhöhungen: Biggar (1/2) Straftritte: Biggar (2/2) 13., 66. Dropgoals: Biggar (0/1) | Thomond Park, Limerick Zuschauer: 16.158 Schiedsrichter: Nigel Owens (Wales) |

### Finale
| 30. Mai 2015 18:30 WESZ | Munster Rugby                                                                          | 13 : 31         | Glasgow Warriors | Ravenhill Stadium, Belfast Zuschauer: 17.057 Schiedsrichter: Nigel Owens (Wales) |
| 30. Mai 2015 18:30 WESZ | Versuche: Smith 37. erh. Erhöhungen: Keatley (1/1) Straftritte: Keatley (2/3) 23., 48. | (10:21) Bericht | Versuche: Harley 8. erh. van der Merwe 25. erh. Pyrgos 31. erh. Russell 58. erh. Erhöhungen: Russell (4/4) Straftritte: Weir (1/1) 73. | Ravenhill Stadium, Belfast Zuschauer: 17.057 Schiedsrichter: Nigel Owens (Wales) |

## Statistik
Meiste erzielte Versuche
|    | Name              | Versuche | Team             |
| -- | ----------------- | -------- | ---------------- |
| 1. | Rhys Webb         | 12       | Ospreys          |
| 2. | Craig Gilroy      | 11       | Ulster Rugby     |
| 3. | CJ Stander        | 9        | Munster Rugby    |
| 3. | Simon Zebo        | 9        | Munster Rugby    |
| 5. | DTH van der Merwe | 8        | Glasgow Warriors |

Meiste erzielte Punkte
|    | Name          | Punkte | Versuche | Erhöhungen | Penalties | Dropkicks | Team           |
| -- | ------------- | ------ | -------- | ---------- | --------- | --------- | -------------- |
| 1. | Dan Biggar    | 176    | 4        | 33         | 30        | 0         | Ospreys        |
| 2. | Ian Keatley   | 176    | 1        | 33         | 35        | 0         | Munster Rugby  |
| 3. | Ian Madigan   | 140    | 4        | 24         | 23        | 1         | Leinster Rugby |
| 4. | Rhys Patchell | 132    | 3        | 21         | 25        | 0         | Cardiff Blues  |
| 5. | Sam Davies    | 130    | 0        | 14         | 32        | 2         | Ospreys        |